# George Rabb
Pour les articles homonymes, voir Rabb.
George Bernard Rabb (né le 23 mars 1930 aux États-Unis d’Amérique et mort le 27 juillet 2017), est un zoologiste américain ; il a été le directeur du zoo de Brookfield (1976-2003) et le président de la Société zoologique de Chicago (1976-2003).

## Activités professionnelles dans le domainezoologique
Fonctions actuellement occupées à titre honorifique : président émérite, Société zoologique de Chicago ; directeur émérite, Parc zoologique de Chicago (Zoo de Brookfield) ; membre du conseil d’administration de la Société zoologique de Chicago.
Chronologie
- 1956-1964 : curateur et coordonnateur de la recherche, Parc zoologique de Chicago (Zoo de Brookfield) ;
- 1964-1975 : directeur associé, recherche et éducation ;
- 1969-1975 : directeur adjoint, Parc zoologique de Chicago ;
- 1976-2003 : directeur du Parc zoologique de Chicago et président de la Société zoologique de Chicago ;
- 2003 : départ à la retraite à 73 ans.

George Rabb a aussi exercé des fonctions dirigeantes dans la communauté américaine et internationale des zoos de des aquariums :
- 1974-1989 : président du groupe consultatif sur les politiques de l'AZA (American Zoo and Aquarium Association) ;
- 1989-1997 : Président (1989-1992) et membre du conseil d’administration (1993-1997) du Système international d'information des espèces (ISIS).

George Rabb a défendu l'évolution des zoos - des ménageries aux parcs zoologiques - vers une transformation en centres de conservation de la nature, à travers la stratégie de conservation (World Zoo Conservation Strategy, 1993)
 de la WAZA et de bien d'autres façons.

## Expérience dans les domaines intéressant laconservation de la nature
Au sein de l’UICN, il a été membre du Comité directeur du Groupe CSE/UICN de spécialistes de l’élevage en captivité (Captive Breeding Specialist Group) et du conseil du groupe d’étude CSE/UICN sur le déclin des populations d'amphibiens (Declining Amphibian Populations Task Force).
Il a aussi présidé la Commission de la sauvegarde des espèces (CSE) de l'UICN :
- 1989-1996 : président de la Commission de la sauvegarde des espèces (CSE), ou Species Survival Commission (SSC) en anglais, de l’UICN.

Sous sa présidence, le réseau mondial d'experts de la CSE est passé de 2 400 membres à environ 7 000 membres qui ont pour missions de conseiller l’UICN sur les nombreux aspects techniques et scientifiques de la conservation des espèces et de consacrer leurs efforts à préserver la diversité biologique.

George Rabb se retire en 1996 de la présidence de la Commission sur la survie des espèces de l'UICN.
Il a également exercé des activités au sein d'autres organisations environnementales :
- vice-président, Fauna and Flora International (depuis 1998) ;
- membre du conseil d’administration, Australian Landscape Trust (depuis 2001).

Sa vaste expérience de la conception de politiques provient de son travail au Département d'État des États-Unis dans le domaine de la diversité biologique ; à la US Marine Mammal Commission on sustainability ; au US National Research Council on declining amphibians ; et dans le cadre de la politique de la Banque mondiale pour la biodiversité en Chine.
Il a participé à la fondation du réseau de naturalité, Chicago Wilderness, pour protéger la biodiversité dans la région de Chicago et ainsi constituer une réserve régionale d'espaces sauvages qui comprend plus de 100 000 hectares de terres naturelles protégées :
- vice-président, Chicago Council on Biodiversity ;
- président, Chicago Wilderness Magazine.

Il est aussi président du Conseil d'administration du Musée d’État de l’Illinois (Illinois State Museum) à Springfield, consacré principalement à l'histoire naturelle.
Il est l’auteur et le coauteur d’un grand nombre de publications scientifiques et a reçu de nombreux prix pour services rendus à la conservation des espèces.

## Publications
- (en) George B. RABB, "The Changing Roles of Zoological Parks in Conserving Biological Diversity", Am. Zool., Vol. 34, No.1, 1994, p. 159-164. DOI 10.1093/icb/34.1.159
- (en) George B. RABB, "The Evolution of Zoos from Menageries to Centers of Conservation and Caring", Curator : The Museum Journal, Vol.47, No.3, July 2004, p. 237-246. DOI 10.1111/j.2151-6952.2004.tb00121.x
- (en) George B. RABB & Carol D. SAUNDERS, "The future of zoos and aquariums : Conservation and caring", International Zoo Yearbook, Vol.39, No.1, 2005, p. 1-26. DOI 10.1111/j.1748-1090.2005.tb00001.x